# Nara (flod)
 For alternative betydninger, se Nara. (Se også artikler, som begynder med Nara)
Nara (russisk: Нара) er en flod i Moskva og Kaluga oblast i Rusland. Den er en venstre biflod til Oka. Floden er 158 km, med et afvandingsområde på 2.030 km². Nara fryser over i november-december og er frosset over til april. Ved floden ligger byerne Naro-Fominsk og Serpukhov.
55°33′58″N 36°33′31″Ø / 55.56611°N 36.55856°Ø